# Pierre Dréossi
Pierre Dréossi (Roubaix, 12 ottobre 1959) è un dirigente sportivo, allenatore di calcio ed ex calciatore francese, di ruolo difensore.